# Ждановские Озёра
Жда́новские Озёра — историческая местность города Всеволожска, находится в южной части города.

## Географическое положение
Ждановские Озёра расположены в южной части города на территории ограниченной с запада границей города и 1-м Ждановским озером, с севера микрорайоном Мельничный Ручей по Южному шоссе — автодорога 41К-081 (Всеволожск — ст. Кирпичный Завод), с востока лесным массивом и с юга 2-м Ждановским озером.
Город Всеволожск здесь граничит с Колтушским сельским поселением, 1-е и 2-е Ждановские озёра поделены между ними примерно поровну, деревня 1-е Озерки, расположенная на западном берегу 1-го Ждановского озёра, находится в Колтушском сельском поселении.
Высота центра микрорайона — 36,4 м. В микрорайоне находится исток реки Лубья.
| Ближайшие микрорайоны          | Ближайшие микрорайоны   | Ближайшие микрорайоны           |
| ------------------------------ | ----------------------- | ------------------------------- |
| Северо-запад: Мельничный Ручей | Север: Мельничный Ручей | Северо-восток: Мельничный Ручей |
| Запад:                         |                         | Восток: Берёзки                 |
| Юго-запад:                     | Юг:                     | Юго-восток:                     |

- 1-е Ждановское озеро
- 2-е Ждановское озеро
- Исток реки Лубья

## История

### Мыза Молчанова/Трейблюда
В 1897 году, по данным книги «Дворянские усадьбы Санкт-Петербургской губернии. Всеволожский район», два смежных участка на восточном берегу Симонова озера (совр. 1-е Ждановское озеро) приобрели: жена коллежского советника Александра Александровна Молчанова и надворный советник Василий Андреевич Молчанов. На них они выстроили две дачи под общим названием «мыза Молчанова». Надворный советник, доктор медицины Василий Андреевич Молчанов в 1900 году занимал должность врача городской больницы в Шлиссельбурге. Однако, согласно «Памятным книжкам Санкт-Петербургской губернии» за 1900, 1905 и 1914 год, мыза Молчанова отсутствовала в списке имений, а Молчановы А. А. и В. А. — в списке землевладельцев Шлиссельбургского уезда. Согласно другим данным оба дома принадлежали врачу В. А. Молчанову.
Мыза Молчанова состояла из двух одинаковых двухэтажных с мезонинами бревенчатых домов, расположенных под углом друг к другу, стоящих по обе стороны дороги ведущей к озеру. На северном берегу Андронова озера (совр. 2-е Ждановское озеро) располагалась мыза Верино, принадлежавшая бухгалтеру Э. И. Гефелю, а на его восточном берегу — мыза Анино, купца 1-й гильдии И. Г. Буштуева. Перед началом Первой мировой войны мызу Молчанова у его наследников приобрёл коммерсант Владимир Оттович Трейблюд. После революции, в 1918 году она была национализирована.
В 1920-е годы на территории бывшей мызы Молчанова/Трейблюда и смежной с ней, находившейся на северном берегу Андронова озера мызы Э. И. Гефеля (Верино), был организован дом отдыха Ленинградской партийной организации. На мызе Верино было устроено подсобное хозяйство, а территории обеих мыз были обнесены забором, так, чтобы отдыхающие могли гулять вдали от посторонних глаз в живописном парке, протянувшемся от одного озера до другого.

### Санаторий «Мельничный Ручей»
1937–1938 годах дом отдыха был реорганизован в санаторий Ленинградского обкома и горкома ВКП(б) «Мельничный Ручей», при котором было организовано подсобное хозяйство «Мельничный Ручей». На картах 1930-х—1940-х годов он обозначался как безымянные дачи. Согласно топографической карте 1939 года, огороженная забором территория санатория была гораздо больше, чем в послевоенное время и занимала не только лесной массив к востоку от 1-го Ждановского озера, но и выходила на северный берег 2-го Ждановского озера.
Название «Ждановские» озёра получили в связи с именем А. А. Жданова, который бывал здесь, отсюда и народное название санатория — «Дача Жданова». Он же по местной легенде при обустройстве солярия (деревянный павильон на болотистом берегу озера с искусственным песчаным пляжем и дощатой купальней на металлическом каркасе), распорядился привезти «лечебный» песок не откуда-нибудь, а с берега Чёрного моря в Пицунде. Тогда же в Ждановские озёра были выпущены для акклиматизации ондатры. Ондатры прижились и благополучно прожили до начала перестройки.
Во время Великой Отечественной войны на базе санатория был открыт стационар Ленинградского обкома и горкома ВКП(б) для поправки здоровья ответственных работников блокадного Ленинграда. В 1990-е годы он стал широко известен, благодаря дневникам бывшего 1-го секретаря Выборгского райкома ВКП(б) Карело-Финской ССР Н. А. Рибковского, отрывки из которых были опубликованы доктором философских наук Н. Н. Козловой. В наиболее часто цитируемой записи Рибковского от 5 марта 1942 года, в частности, говорится:

Питание здесь словно в мирное время в хорошем доме отдыха: разнообразное, вкусное, высококачественное, вкусное. Каждый день мясное — баранина, ветчина, кура, гусь, индюшка, колбаса; рыбное — лещь, салака, корюшка, и жареная, и отварная, и заливная. Икра, балык, сыр, пирожки, какао, кофе, чай, триста грамм белого и столько же чёрного хлеба на день, тридцать грамм сливочного масла и ко всему этому по пятьдесят грамм виноградного вина, хорошего портвейна к обеду и ужину. Питание заказываешь накануне по своему вкусу. Я и ещё двое товарищей получаем дополнительный завтрак, между завтраком и обедом: пару бутербродов или булочку и стакан сладкого чая… Да. Такой отдых, в условиях фронта, длительной блокады города, возможен лишь у большевиков, лишь при Советской власти.

В подсобном хозяйстве санатория, а по сути ведомственном совхозе, трудились 25 постоянных и до 50 сезонных рабочих. Выращивали коров, свиней, птицу, культивировали различные зерновые и овощные культуры, содержали свой фруктовый и ягодный сады. Под посевами находилось 17,4 га, кроме того ему принадлежало 100 га сенокосов. Производили всего в достатке. Так, молоком и яйцами подсобное хозяйство всю блокаду обеспечивало не только санаторий, но и правительственную столовую Смольного. В санатории штат административно-хозяйственного и медицинского персонала насчитывал 50 человек. Он был рассчитан на приём 50—60 отдыхающих в месяц, однако фактическое количество отдыхающих составляло 300—350 человек в год. 

В послевоенные годы стационар для поправки здоровья ответственных работников на базе санатория продолжил работу. Официальная суточная норма продуктов питания одного отдыхающего, утвержденная постановлением бюро Ленинградского обкома ВКП(б) от 22 мая 1946 года, составляла более 3,6 кг:

«1. Мясные продукты — 350 гр.
2. Ветчина — 80 гр.
3. Колбасные изделия — 80 гр.
4. Крупа — 150 гр.
5. Овощи — 750 гр.
6. Консервы фруктовые — 100 гр.
7. Хлеб чёрный — 200 гр.
8. Хлеб белый — 400 гр.
9. Мука пшеничная — 100 гр.
10. Мука картофельная — 100 гр.
11. Сахар — 100 гр.
12. Варенье — 50 гр.
13. Чай — 4 гр.
14. Кофе — 20 гр.
15. Какао — 15 гр.
16. Яиц — 1 шт.
17. Рыба консервированная, икра — 100 гр.
18. Соль — 15 гр.
19. Жиры — 120 гр.
20. Сухофрукты — 100 гр.
21. Вино виноградное — 100 гр.
22. Молоко — 500 гр.
23. Творог — 100 гр.

24. Сметана — 100 гр.
Всего на 53 руб. 59 коп.» Исходя из неё отдыхающие могли составлять себе индивидуальное меню.
В 1948 году расходы на продукты питания в санатории составляли 55 рублей в день на человека или 1650 рублей в месяц, при средней зарплате рабочего в промышленности 650 рублей. Стоимость путёвки составляла 70 рублей на 24 дня. Подсобное хозяйство «Мельничный Ручей» производило: говядину, свинину, поросят, молоко, сметану, творог, мясо кур и индюков, куриные яйца, а также рожь, картофель ранний и сезонный, помидоры, огурцы, свёклу, редис, кабачки, лук, салат, укроп, капусту кочанную и цветную, морковь, турнепс, брюкву, редьку, яблоки, сливы, вишни, чёрную смородину, крыжовник, малину и землянику.
21 ноября 1949 года, в рамках «Ленинградского дела», в санатории «Мельничный Ручей» была проведена ревизия, которая вскрыла масштабные хищения продуктов питания, алкогольных напитков, посуды, мебели, книг и другого имущества. Согласно акту проверки несколько сотен бутылок шампанского, водки, портвейна («хранился без разбивки по сортам»), «виноградных вин» и пива, были выпиты, а их содержимое заменено водой, сохранившиеся «виноградные вина имеют осадок». Нескольких сотен килограмм продуктов: «свинина тушёная в банках, сало-шпиг, шпроты, чернослив, порошок яичный, манная крупа, сосиски» были испорчены в результате длительного хранения и списаны по акту. Ответственность за хищения была возложена на директора И. В. Емельянова, главного бухгалтера М. Я. Романенкова и уже арестованного к этому времени управляющего делами Ленинградского обкома и горкома ВКП(б) Ф. Е. Михеева (1902–1975). 3 декабря 1949 года санаторий Ленинградского обкома и горкома ВКП(б) «Мельничный Ручей» был ликвидирован.

### 8-е отделение больницы им. Я. М. Свердлова
В 1950 году территория и недвижимое имущество бывшего санатория были переданы на баланс ленинградской больницы № 31 им. Я. М. Свердлова, входившей в систему лечебных учреждений 4-го Управления Минздрава СССР, которая с 1932 года обслуживала партийных, советских и хозяйственных руководителей Ленинграда и области. На месте партийного санатория открылось 8‑е отделение больницы, называемое также — санаторно-больничное (реабилитационное) отделение «Мельничный Ручей». В связи тем, что владельцами подсобного хозяйства «Мельничный Ручей» и санаторно-больничного отделения «Мельничный Ручей» стали разные хозяйствующие субъекты, территорию разделили. Забор, окружавший ранее территорию двух мыз, вокруг мызы Верино убрали. Теперь он окружал только отделение больницы им. Я. М. Свердлова, расположенное на восточном берегу 1-го Ждановского озера. Доступ к северному берегу 2-го Ждановского озера и подсобному хозяйству стал свободным. Деревянный восьмиквартирный дом на северном берегу 2-го Ждановского озера перешёл в ведение Всеволожского исполкома. 
Подсобное хозяйство санатория было ликвидировано 1 июля 1950 года, его имущество было передано Всеволожскому райпищекомбинату, однако 25 октября 1950 года подсобное хозяйство «Мельничный Ручей» было восстановлено на баланс Ленинградского обкома ВКП(б), а 26 октября 1950 года Всеволожский райпищекомбинат передал всё имущество обратно. Продукция подсобного хозяйства «Мельничный Ручей» — молоко, мясо, овощи, фрукты, ягоды, отпускалась «в столовую 8-го отделения больницы им. Я. М. Свердлова, местное сельпо, столовую Смольного, Всеволожский дом отдыха, местные детские учреждения, рабочим 8-го отделения больницы, рабочим подсобного хозяйства, овощебазе Смольнинского РПТ».
25 февраля 1955 года бюро Ленинградского обкома КПСС постановило закрыть подсобное хозяйство «Мельничный Ручей», а его имущество передать на баланс Ленинградскому НИИ вакцин и сывороток. В дальнейшем на базе бывшего подсобного хозяйства был размещён питомник по разведению и выращиванию лабораторных животных при Ленинградском НИИ вакцин и сывороток, который проработал до 31 декабря 1965 года. Затем его территория и жилые дома отошли Всеволожскому исполкому.
26 октября 1967 года был открыт городской автобусный маршрут № 2 «Платформа Всеволожская — ул. Грибоедова, 110», с разворотным кольцом у 8-го отделения больницы им. Я. М. Свердлова, а в конце апреля 1972 года открылся маршрут № 4 «Платформа Всеволожская — Ждановские Озёра — станция Мельничный Ручей», конечная остановка которого позднее изменилась.
В советские годы наличие номенклатурного «санатория» никак не афишировалось. В названиях автобусных маршрутов № 2 и № 4, которые имели кольцо на Ждановских Озёрах, конечная остановка называлась «пр. Грибоедова, 110», так как все дома в этой части города числились по одному адресу — проспект Грибоедова 110, но с разными буквами и цифрами через дробь. Для постояльцев же санатория не имеющих своего служебного автомобиля, до станции Мельничный Ручей курсировал чёрный представительский «ЗИМ», позднее заменённый на демократичный микроавтобус «РАФ». В годы застоя этот район города активно развивался, рядом с «Дачей Жданова» выросли: посёлок работников газокомпрессорной станции, коллективное садоводство «Полянка», открылся магазин, а на некотором отдалении, в конце затейливо извивающегося в лесу проспекта Грибоедова, появился типовой пансионат «Лесной воздух». В санаторно-больничном отделении «Мельничный Ручей», кроме ветеранов и номенклатурных партийных работников, отдыхали многие известные артисты, певцы, деятели искусств. 6 марта 1975 года в «санатории» умер выдающийся советский артист театра и кино Е. З. Копелян.
8-е реабилитационное отделение больницы «Мельничный Ручей» было закрыто в 1990 году. 
- «Дача Жданова». 2010 год
- Песок на месте солярия
- Бывший усадебный дом Молчанова/Трейблюда

## Современность
С 2016 года территория бывшего санатория называется парк «Загородное» и является памятником градостроительства и архитектуры начала XX века регионального значения, учётный номер 47–141868. Когда-то народные названия — 1-е и 2-е Ждановское озеро, в настоящее время являются официальными.
На Ждановских Озёрах делает остановку городской автобусный маршрут № 6.
По берегам озёр ведётся активное коттеджное строительство.
В районе три улицы:
- пр. Грибоедова (от Южного шоссе до 2-го Ждановского озера, тремя лучами[35])
- ул. 1-е Ждановское озеро
- ул. 2-е Ждановское озеро

На территории бывшего санатория находится один многоквартирный дом, ранее принадлежавший КУГИ Санкт-Петербурга — сейчас нежилой и запущенный парк. Согласно генплану МО «Город Всеволожск» эта территория относится к зоне особо охраняемых природных территорий. На карте объектов культурного наследия Всеволожского района она обозначена как объект № 13 — «Парк „Загородное“ (постройки)». Парк является объектом культурного наследия народов Российской Федерации.
- Проспект Грибоедова
- Парк бывшего санатория
- Парк бывшего санатория